# 廣度寺 (郡山市)
廣度寺（こうどじ）は、福島県郡山市西田町鬼生田に所在する曹洞宗の寺院。正式には鬼生山 廣度寺。

## 概要
仁王像が立つ山門や、福島県指定重要文化財「鶴姫の鐘」などで知られる。
30名が坐禅を行える座禅堂があり、毎月第1、第3土曜日の夕方に参禅会が行われているほか、境内では仏教講座やお笑いライブ等、様々な行事が開催されている。

## 歴史
大同年間、田村一族により開かれたといわれている。伝説によると、この地に生まれた蝦夷の大将「大多鬼丸」（大滝丸）は朝廷から派遣された坂上田村麻呂との激しい戦の末に敗れ、紀州熊野に逃れた。その後、田村麻呂が大多鬼丸の武勇を称え、人々の心を安堵させるためにこの寺を建立したという。なお、この地の地名「鬼生田」は大多鬼丸が生まれた地ということから名づけられた。
1583年（天正11年）、当時付近を治めた木村館城主の木村越中守が田村清顕により滅ぼされた際、城主一族は川に沈められた。その際、川の主となって仇をなすと言い残した鶴姫の供養のために沈められ、後に引き上げられた鐘が「鶴姫の鐘」としてこの寺に伝わる。現在、鐘楼で使用されている鐘は、この鐘を拡大して鋳造したもの。

## 文化財
福島県指定重要有形文化財
- 鶴姫の鐘 - 1382年（永徳2年）の銘をもつ高さ71cm、口径54.7cmの鐘[6]

## 行事
参禅会
- 毎月第1、第3土曜日の午後5時より6時半まで。初心者向けの指導がある他、結跏趺坐が困難な参加者は椅子禅も可能。

ひろさちや佛教講座
- 7月、12月第1日曜日、寶珠殿にて開催されていた。

## 交通アクセス
- 磐越自動車道郡山東インターチェンジから郡山東バイパス、県道73号経由で車で約10分

## 関連団体
- 富久山自動車学校 － 経営する自動車学校